# Henry Elliot
Henry George Elliot (Ginevra, 30 giugno 1817 – Ardington House, 30 marzo 1907) è stato un diplomatico inglese.

## Biografia

### Infanzia ed educazione
Nato a Ginevra dal politico inglese Gilbert Elliot-Murray-Kynynmound, II conte di Minto e da Maria Brydone, figlia di Patrick Brydone, Elliot ricevette un'educazione adatta al suo ceto sociale: studiò infatti all'Eton College e al Trinity College di Cambridge, anche se non conseguì mai la laurea. 

### Carriera diplomatica
Malgrado questo, Elliot lavorò dal 1836 al 1839 come aiutante di campo e segretario privato si Sir John Franklin, governatore della Tasmania, mentre nel 1840 entrò come impiegato al Foreign Office, presso il Ministero degli Esteri. Iniziò la sua carriera diplomatica l'anno dopo, quando fu nominato addetto diplomatico presso l'ambasciata inglese a San Pietroburgo; segretario di legazione a L'Aia nel 1848 e a Vienna nel 1853, Elliot divenne ambasciatore del Regno Unito in Danimarca, stabilendosi a Copenaghen nel 1858. 

#### Ambasciatore nel Regno delle Due Sicilie
L'anno seguente fu nominato dal primo ministro Palmerston ambasciatore a Napoli, presso la corte del re delle Due Sicilie Francesco II. In questa veste, il diplomatico cercò di persuadere il sovrano a concedere riforme costituzionali e democratiche al fine di modernizzare il Regno e metterlo al riparo dai venti rivoluzionari. 
Tuttavia, quando nel 1860 sopraggiunse la Spedizione dei Mille, Elliot parteggiò apertamente per Garibaldi, seguendo le direttive di Palmerston, grande fautore dell'unità d'Italia. Lo si vide quando, prima della partenza di Francesco II da Napoli il 6 ottobre 1860, a causa dell'avanzata garibaldina sulla capitale, al ricevimento di commiato delle rappresentanze diplomatiche, egli non presenziò, insieme all'ambasciatore francese e piemontese. Quando Garibaldi entrò nella città partenopea, Elliot usò tutta la sua influenza per indurre il generale a non marciare su Roma e a non esportare la rivoluzione fuori dai confini del Regno. 

#### Altri incarichi e ambasciata presso la Sublime Porta

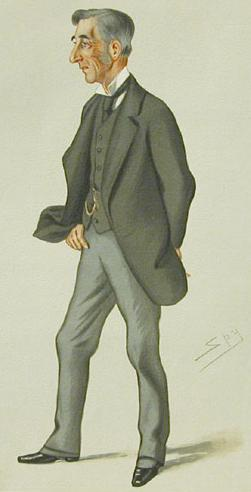
Sir Henry Elliot, ambasciatore presso la Sublime porta
Caricatura di "Spy" (Leslie Ward) in Vanity Fair, marzo 1877

Ambasciatore ad Atene nel 1862, l'anno dopo Elliot tornò in Italia, venendo accreditato come ambasciatore presso il Regno d'Italia: in tale veste si stabilì prima a Torino, poi, nel 1865 a Firenze, dove la capitale fu spostata in seguito alla Convenzione di settembre con la Francia. 
Dopo l'esperienza italiana, Elliot fu nominato ambasciatore presso la Sublime porta a Istanbul (1867), riprendo questo incarico per dieci anni. In questo periodo partecipò alla Conferenza di Costantinopoli nel dicembre del 1876, voluta dalle potenze occidentali (Francia, Russia, Inghilterra, Germania, Austria e Italia) in merito alla questione della Bulgaria, dove i turchi avevano commesso delle atrocità contro la popolazione civile. Elliot sostenne una linea filoturca, sostenendo, già in un dispaccio inviato a Londra il 4 settembre 1876, che "gli interessi inglesi nella prevenzione del cambiamento nell'Impero turco non sono stati influenzati dalla questione se erano 10.000 o 20.000 persone che perirono nella soppressione". 
Come conseguenza di questo pragmatismo, Elliot divenne molto impopolare in patria, tanto che nel 1877 fu trasferito all'ambasciata inglese a Vienna, dove rimase fino al 1884. 

### Ultimi anni e morte
Rientrato in Inghilterra, Elliot si ritirò a vita privata, morendo il 30 marzo 1907 nella sua casa di Ardigton House, a 89 anni.

## Ascendenza
|                                                     |                |                                   | Genitori                         |  |  | Nonni |  |  | Bisnonni                      |  |  | Trisnonni                    |  |
|                                                     |                |                                   |                                  |  |  |       |  |  | Gilbert Elliot, III baronetto |  |  | Gilbert Elliot, II baronetto |  |
|                                                     |                |                                   |                                  |  |  |       |  |  | Gilbert Elliot, III baronetto |  |  | Gilbert Elliot, II baronetto |  |
|                                                     |                | Helen Steuart                     |                                  |  |  |       |  |  | Gilbert Elliot, III baronetto |  |  |                              |  |
| Gilbert Elliot-Murray-Kynynmound, I conte di Minto  |                |                                   |                                  |  |  |       |  |  | Gilbert Elliot, III baronetto |  |  |                              |  |
|                                                     |                | Agnes Dalrymple-Murray-Kynynmound | Hugh Dalrymple-Murray-Kynynmound |  |  |       |  |  |                               |  |  |                              |  |
|                                                     |                | Agnes Dalrymple-Murray-Kynynmound | Hugh Dalrymple-Murray-Kynynmound |  |  |       |  |  |                               |  |  |                              |  |
|                                                     |                | Agnes Dalrymple-Murray-Kynynmound | Isobel Sommerville               |  |  |       |  |  |                               |  |  |                              |  |
| Gilbert Elliot-Murray-Kynynmound, II conte di Minto |                | Agnes Dalrymple-Murray-Kynynmound |                                  |  |  |       |  |  |                               |  |  |                              |  |
|                                                     |                | George Amyand, I baronetto        | Claudius Amyand                  |  |  |       |  |  |                               |  |  |                              |  |
|                                                     |                | George Amyand, I baronetto        | Claudius Amyand                  |  |  |       |  |  |                               |  |  |                              |  |
|                                                     |                | George Amyand, I baronetto        | Mary Rabache                     |  |  |       |  |  |                               |  |  |                              |  |
| Anna Maria Amyand                                   |                | George Amyand, I baronetto        |                                  |  |  |       |  |  |                               |  |  |                              |  |
|                                                     |                | Anna Maria Korteen                | John Abraham Korteen             |  |  |       |  |  |                               |  |  |                              |  |
|                                                     |                | Anna Maria Korteen                | John Abraham Korteen             |  |  |       |  |  |                               |  |  |                              |  |
|                                                     |                | Anna Maria Korteen                | Margarethe Adelheid Hamberg      |  |  |       |  |  |                               |  |  |                              |  |
| Henry Elliot-Murray-Kynynmound                      |                | Anna Maria Korteen                |                                  |  |  |       |  |  |                               |  |  |                              |  |
|                                                     | Robert Brydone | …                                 |                                  |  |  |       |  |  |                               |  |  |                              |  |
|                                                     | Robert Brydone | …                                 |                                  |  |  |       |  |  |                               |  |  |                              |  |
|                                                     | Robert Brydone | …                                 |                                  |  |  |       |  |  |                               |  |  |                              |  |
| Patrick Brydone                                     | Robert Brydone |                                   |                                  |  |  |       |  |  |                               |  |  |                              |  |
|                                                     |                | Elizabeth Dysart                  | John Drysart                     |  |  |       |  |  |                               |  |  |                              |  |
|                                                     |                | Elizabeth Dysart                  | John Drysart                     |  |  |       |  |  |                               |  |  |                              |  |
|                                                     |                | Elizabeth Dysart                  | Elizabeth Bishop                 |  |  |       |  |  |                               |  |  |                              |  |
| Mary Brydone                                        |                | Elizabeth Dysart                  |                                  |  |  |       |  |  |                               |  |  |                              |  |
|                                                     |                | William Robertson                 | William Robertson                |  |  |       |  |  |                               |  |  |                              |  |
|                                                     |                | William Robertson                 | William Robertson                |  |  |       |  |  |                               |  |  |                              |  |
|                                                     |                | William Robertson                 | Eleanor Pitcairn                 |  |  |       |  |  |                               |  |  |                              |  |
| Mary Robertson                                      |                | William Robertson                 |                                  |  |  |       |  |  |                               |  |  |                              |  |
|                                                     |                | Mary Nisbet                       | James Nisbet                     |  |  |       |  |  |                               |  |  |                              |  |
|                                                     |                | Mary Nisbet                       | James Nisbet                     |  |  |       |  |  |                               |  |  |                              |  |
|                                                     |                | Mary Nisbet                       | Mary Pitcairn                    |  |  |       |  |  |                               |  |  |                              |  |
|                                                     |                | Mary Nisbet                       |                                  |  |  |       |  |  |                               |  |  |                              |  |